# Cleve Abbott

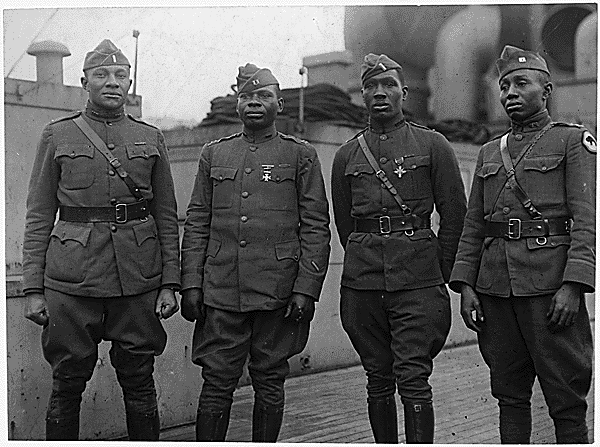
Offiziere des nach Rassen getrennten 366. Infanterieregiments an Bord der Aquitania, auf Heimreise aus dem Ersten Weltkrieg, Abbott ganz links.

Cleveland Leigh „Cleve“ Abbott (* 9. Dezember 1892 in Yankton, South Dakota; † 14. April 1955 in Tuskegee, Alabama) war ein US-amerikanischer Leichtathlet, Football- und Basketballspieler sowie -trainer und Professor für Sportwissenschaft.

## Leben
Schon in der Highschool in Watertown, South Dakota, war er ein Star in allen Sportarten, die er begann. Er studierte Leibesübungen an der South Dakota State University in Brookings, South Dakota, von 1912 bis 1916, als er die Universität mit dem Bachelorabschluss. Er war ein erfolgreicher Sportler in vier Sportarten. Im Ersten Weltkrieg diente er in Europa und wurde Leutnant des Afroamerikanern vorbehaltenen 366th Infantry Regiment. Nach Kriegsende wurde er Professor und Trainer für Leichtathletik, Football und Basketball an der nur von Afroamerikanern besuchten Tuskegee University.
Er war für 32 Jahre der verantwortliche Trainer für Football und Basketball und gewann in der Zeit fünfmal die amerikanische Meisterschaft der afroamerikanischen Universitäten und 12-mal die Conference-Meisterschaften. Darüber hinaus trainierte er die Leichtathleten. Er wurde 1996 als erster afroamerikanischer Trainer in die National Track and Field Hall of Fame aufgenommen.